# جامبو جيت
جامبو جيت هي شركة طيران منخفضة التكلفة، وتتخذ من مطار جومو كينياتا الدولي في العاصمة نيروبي مركزاً لعملياتها.